# Rue Bargue
La rue Bargue est une voie du 15e arrondissement de Paris, en France.

## Situation et accès

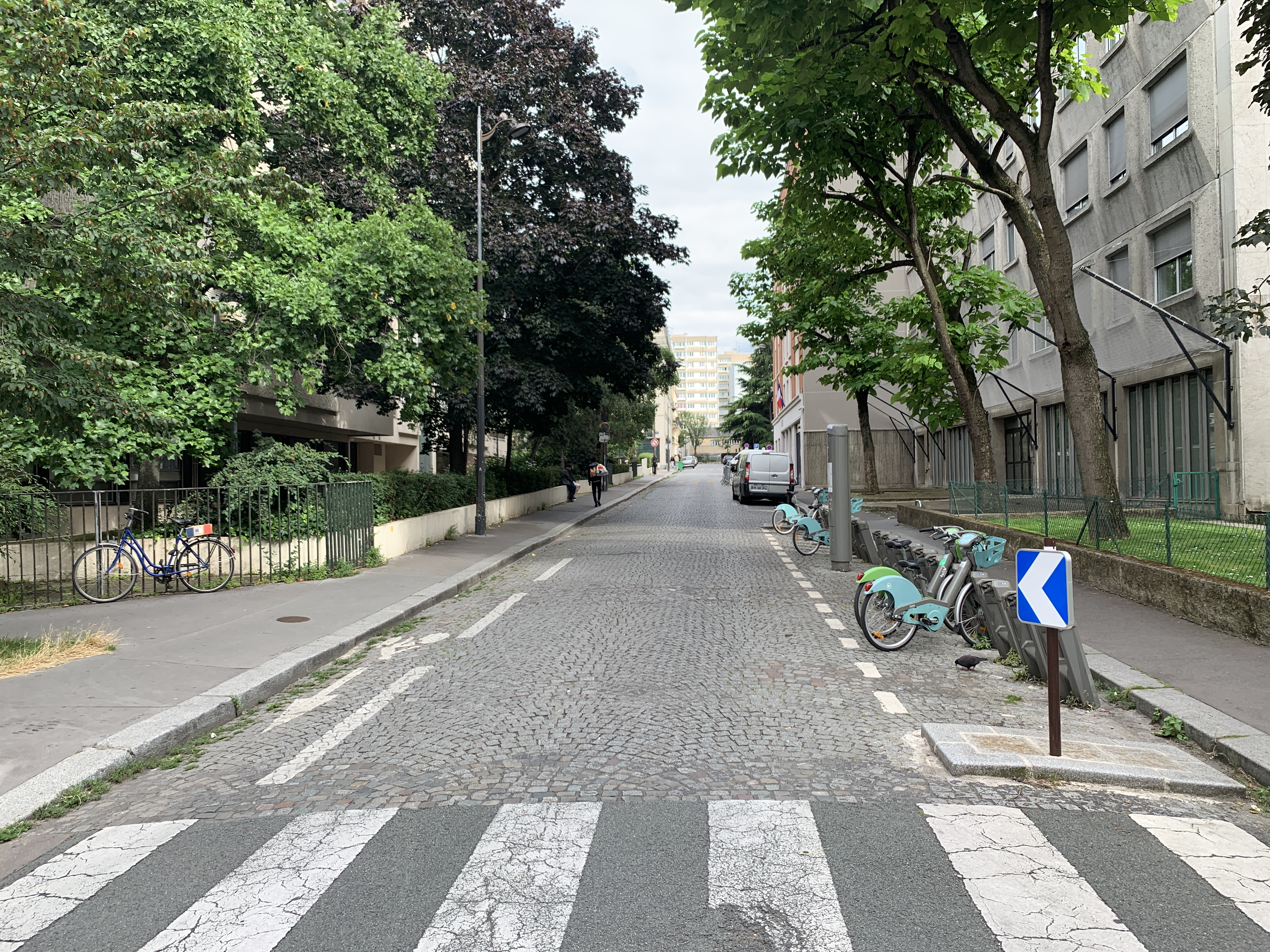
La rue en août 2021.

La rue Bargue est une voie publique située dans le 15e arrondissement de Paris. Elle débute au 239 bis, rue de Vaugirard et se termine au 136, rue Falguière.

## Origine du nom
Cette rue a reçu le nom de monsieur Bargue, un ancien propriétaire de terrains.

## Historique
La rue est créée, classée, alignée, nivelée et prend sa dénomination actuelle en 1878. Elle est numérotée le 13 août 1887.
Cette voie est comprise dans la zone des anciennes carrières.

## Bâtiments remarquables et lieux de mémoire
- no 3 : la bactériologiste Berthe Kolochine-Erber, spécialiste mondialement reconnue de la leptospirose, a résidé dans cet immeuble des années 1920 jusqu'à son décès en 1968.
- no  9 : ici demeura le peintre Jean Mamez (1922-2018).
- no 44 : siège de l'Office français de l'immigration et de l'intégration (OFII).

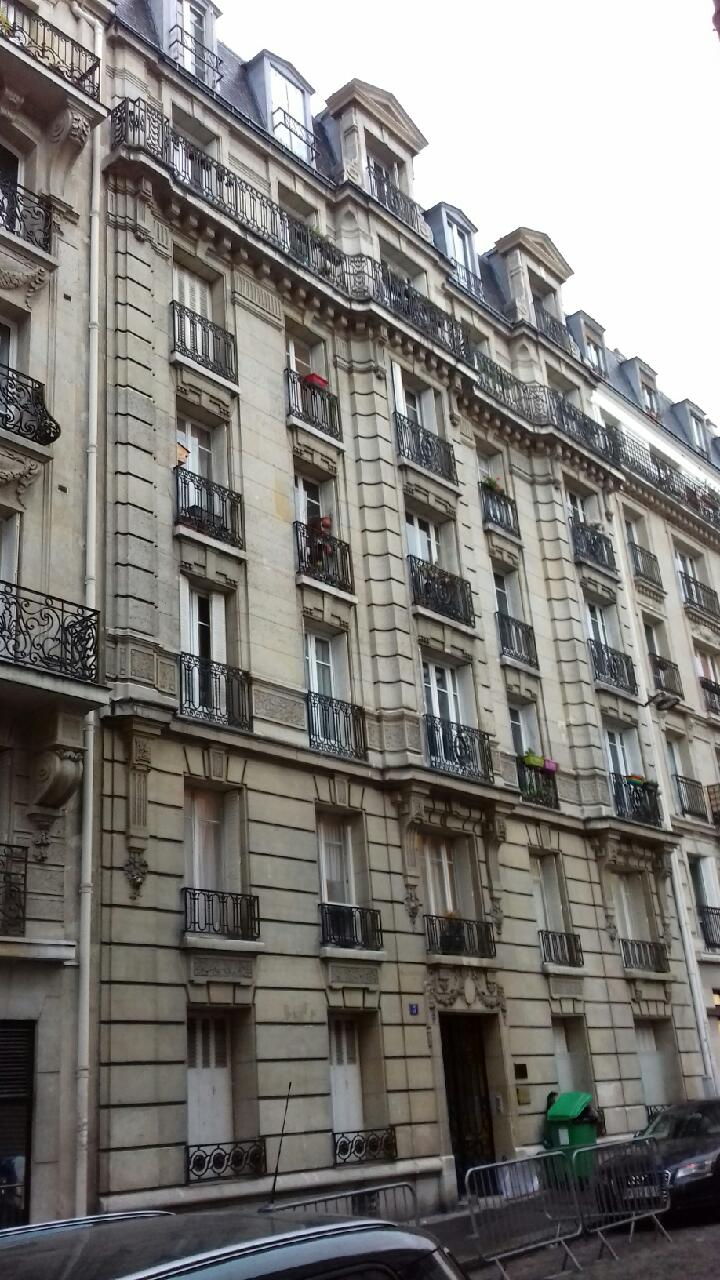
No 3.
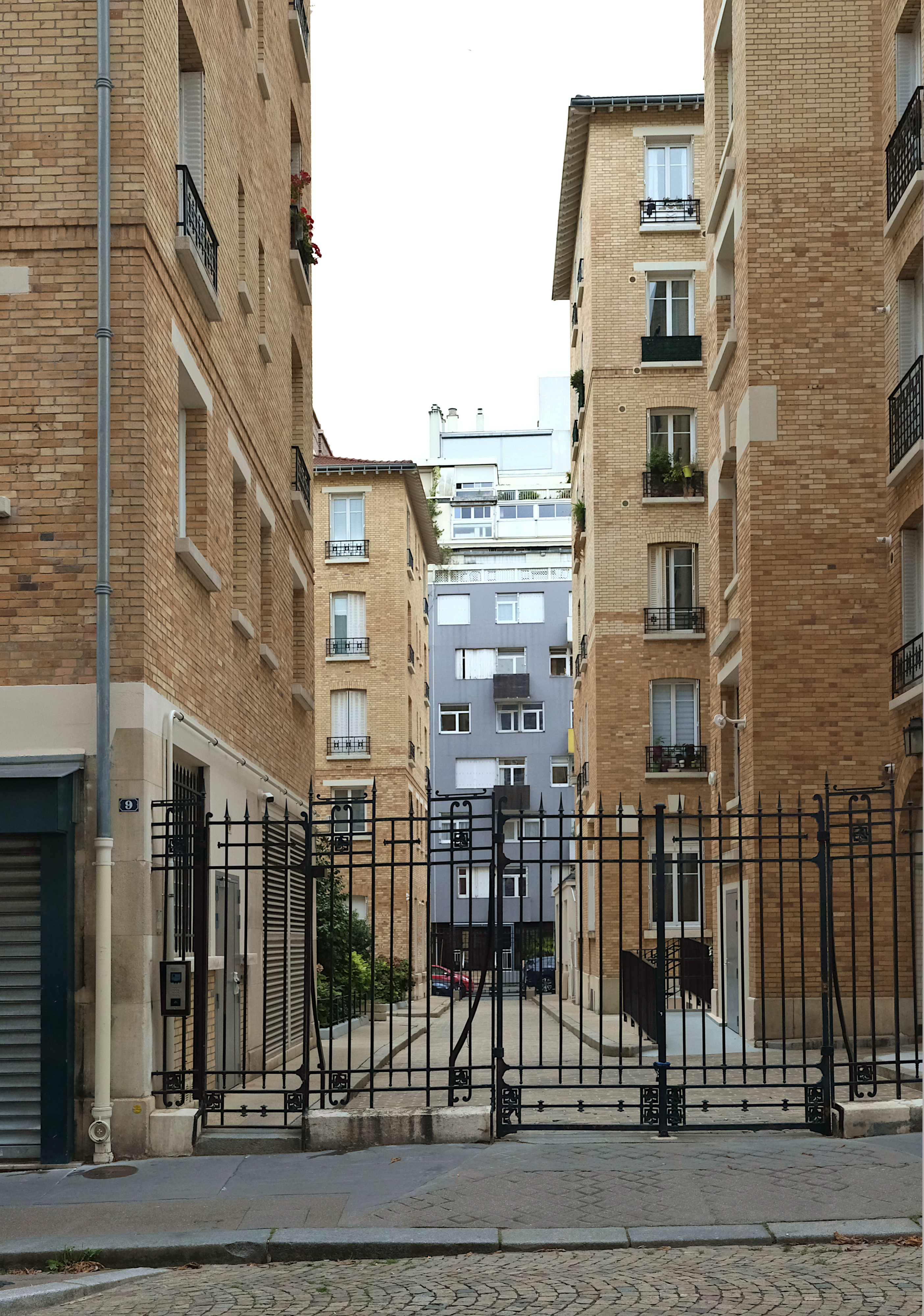
No 9.